# Koriun

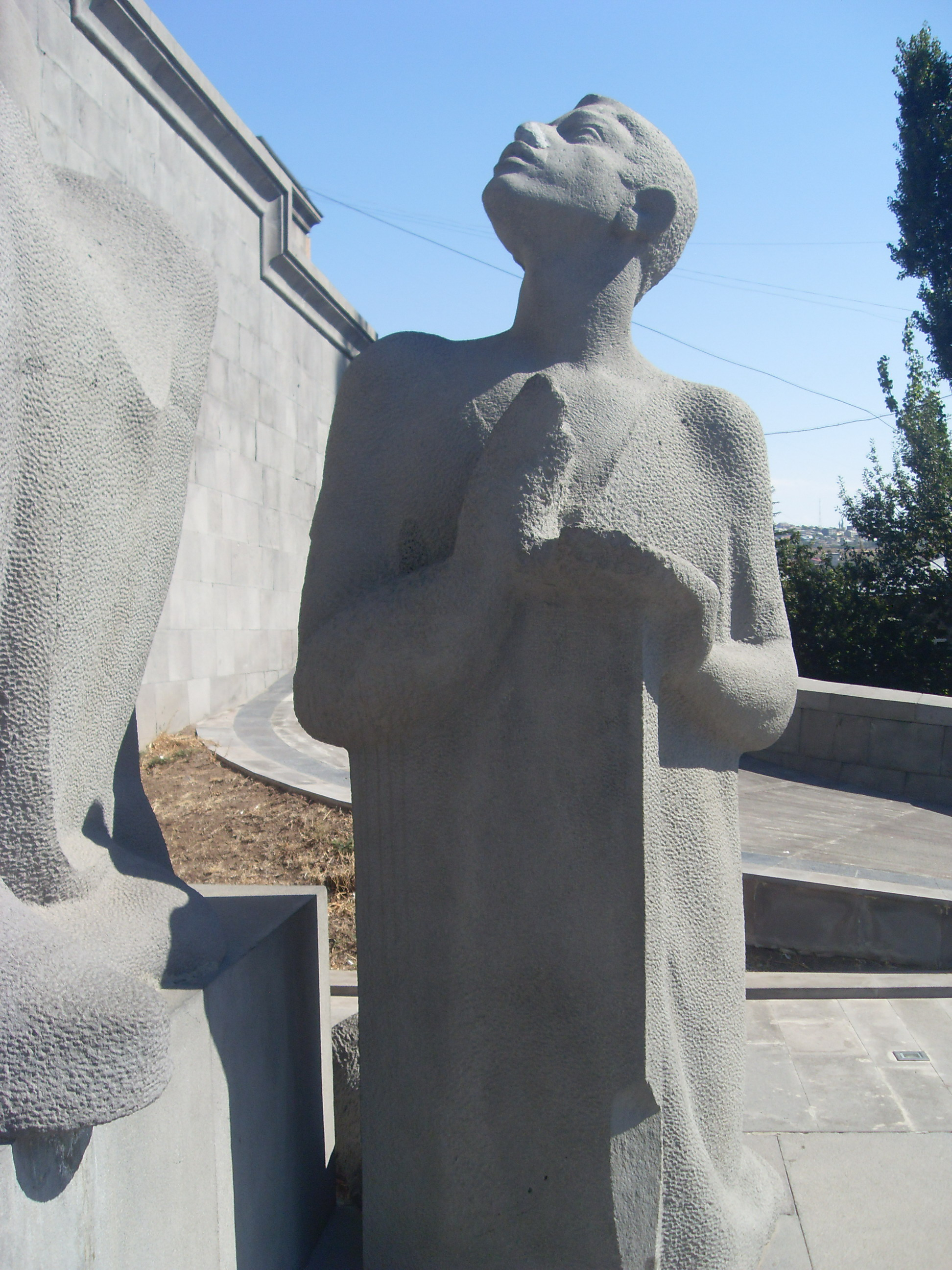

Koriun (ormiański Կորյուն lub Կորիւն) – pierwszy dziejopisarz używający języka ormiańskiego. Jego dzieło Żywot Mesropa zawiera wiele informacji dotyczących ewangelizacji Armenii i stworzenia alfabetu ormiańskiego. Niektórzy współcześni historycy uważają, że Koriun był z pochodzenia Gruzinem (Iberia Kaukaska lub miał mieszane pochodzenie, gruzińsko- ormiańskie. Koriun był wychowankiem Mesropa Masztoca. Wiadomo że nauki pobierał również w Bizancjum a do Armenii powrócił w 432 roku. Był bliskim przyjacielem Eznika z Kolb. Został mianowany biskupem Iberii i oprócz pracy duszpasterskiej i misjonarskiej zajmował się także przekładami na język ormiański. Przypisuje mu się przetłumaczenie trzech, apokryficznych ksiąg Machabeuszy. Koriun jako pierwszy podał informację jakoby Mesrop Mesztoc był twórcą alfabetu gruzińskiego. Po śmierci Masztoca Koriun współpracował z Howsepem, jednym z najważniejszych, ormiańskich liderów duchownych. Na jego polecenie zaczął spisywać biografię Mesropa. Zakończył prace jeszcze przed bitwą pod Awarajr, którą datuje się na 451 rok i która doprowadziła do znacznych zmian w regionie. Prace Koriuna zostały przetłumaczone między innymi na rosyjski, angielski, francuski i niemiecki. 

## Żywot Mesropa
- Tekst Żywota Mesropa po angielsku